# Anthony Dowell
Sir Anthony James Dowell (Londra, 16 febbraio 1943) è un ex ballerino e direttore artistico britannico. Ricordato come uno dei più apprezzati danseurs nobles della sua generazione, è stato primo ballerino e poi direttore artistico del Royal Ballet.

## Biografia
Anthony Dowell nacque a Londra nel 1943 e iniziò a studiare danza nel 1948, all'età di cinque anni, sotto la supervisione di June Hampshire. Nel 1953 fu ammesso dalla Sadler's Wells Ballet School, che tre anni più tardi fu ribattezzata Royal Ballet School. Durante gli studi si distinse per la purezza delle linee e le grandi dote tecniche, facilitate dalle perfette proporzioni fisiche. Conseguì il diploma nel 1960.
Dichiaratamente omosessuale, Dowell ebbe una relazione con il ballerino Derek Rencher durante i primi anni sessanta e dagli anni settanta è impegnato in una relazione con Jay Jolley.

## Carriera

### La carriera artistica
Nel 1960 fu scritturato dalla Covent Garden Opera House e, dopo un anno come comparsa per la compagnia, nel 1961 si unì al Royal Ballet. Nel 1962 Dowell fu notato da Erik Bruhn, l'ex primo ballerino danese che all'epoca lavorava come coreografo al Covent Garden. Bruhn compose per lui una variazione nel pas de six del Napoli di August Bournonville, grazie alla quale Dowell ottenne grande visibilità e vasti consensi. Nel 1964 Frederick Ashton gli affidò il ruolo di Oberon in occasione della prima di The Dream; il ruolo consacrò Dowell e la sua partnership con Antoinette Sibley. L'anno successivo Ashton lo scelse per danzare in Monotones e Kenneth MacMillan lo volle come Benvolio in occasione dell'esordio del suo Romeo e Giulietta, in cui danzò accanto a Rudol'f Nureev e Margot Fonteyn; sempre nel 1965 fece il suo debutto scaligero tornando ad interpretare Benvolio accanto a Nureev e Foneyn. Nel 1966 fu promosso al rango di primo ballerino della compagnia e il ventunenne Dowell già incarnava l'ideale del ballerino classico inglese, grazie al suo portamento elegante, lo stile classico e il temperamente freddo e controllato.
Negli anni seguenti Dowell sviluppò anche le sue doti recitative ed interpretative, grazie anche al sodalizio con Antony Tudor, inaugurato nel 1967 come protagonista di Shadowplay. Successivamente si affermò come uno dei maggiori ballerini drammatici della sua generazione, danzando nelle prime di numerosi balletti di Ashton e MacMillan. Nel 1968 danzò nel ruolo di Troyte nell'Enigma Variations di Ashton, mentre nel 1974 fu Des Grieux ne L'Histoire de Manon di MacMillan. Nel 1976 ottenne grandi apprezzamenti di pubblica e critica per la sua partnership con Lynn Seymour nella prima di A Month in the Country di Ashton, in cui Dowell danzò nel ruolo di Beliaev. Continuò ad interpretare le coreografie di Ashton per il resto della sua carriera sulle scene, danzando anche in ruoli principali nella Cenerentola, Dafni e Cloe e Symphonic Variations. Insieme a quello di Obero, il ruolo di Beliaev fu rappresentativo del sodalizio artistico tra Dowell e Ashton, che alla sua morte gli lasciò i diritti di A Month in the Country e The Dream.
Ai ruoli nei balletti neo-classici, Dowell affiancò acclamate interpretazioni nel repertorio classico e romantico. Fu un apprezzato principe in Giselle, Il lago dei cigni, La bella addormentata e Lo schiaccianoci, danzando anche in ruoli più leggeri ne La fille mal gardée e Card Game. Nei primi anni settanta disegnò i costumi per sé e Antoinette Sibley nel balletto di Ashton Meditation from Thaïs e lavorò come costumista anche per Pavane di MacMillan, Tchaikovsky Pas de Deux e nel Symphony in C di George Balanchine e In the Night di Jerome Robbins. Nel 1977 fece una rara apparizione cinematografica nel film Valentino di Ken Russell: nella pellicola interpretava Vaclav Fomič Nižinskij e ha danzato il tango con il Rudy Valentino di Nureev. Dal 1978 al 1980 danzò come étoile ospite con l'American Ballet Theatre di New York e durante questo periodo ampliò il proprio repertorio con i ruoli di Solor ne La Bayadère e Basilio in Don Chisciotte. In questi anni forgiò acclamati sodalizi sulle scene con Natalija Romanovna Makarova, sua partner ne Il lago dei cigni, e Gelsey Kirkland, sua partner nel Romeo e Giulietta. Nel 1981 tornò a calcare i palchi del Metropolitan Opera House come Narratore nell'opera-oratorio Oedipus Rex di Stravinskij.
Nel 1980 ritornò al Covent Garden, dove continuò a danzare per quattro stagioni, prima di dare il suo addio alle scene da primo ballerino nel 1984. Tuttavia, continuò a danzare sporadicamente in ruoli da caratterista per i venti anni successivi, danzando ancora con successo nel ruolo di Herr Drosselmeyer ne Lo schiaccianoci di Peter Wright fino al 2000. Nel 2001 ha danzato per un'ultima volta con Antoinette Sibley in una versione semplificata del pas de deux Soupirs (sempre di Ashton) al Kennedy Center e a Londra. Nel 2004 ha letto i versi di Gertrude Stein durante una rappresentazione di A Wedding Bouquet di Ashton al Covent Garden e ha danzato per l'ultima volta al Teatro alla Scala interpretando MG nella Manon di MacMillan e il padre di Armand nel balletto di Ashton Marguerite and Armand; in questo ruolo danzò anche al Lincoln Center di New York durante la stessa stagione. Tra la fine degli anni novanta e la metà degli anni 2000, è tornato alla Royal Opera House in ruoli quali Carabosse ne La bella addormentata, la sorellastra in Cenerentola e MG in Manon, ruolo con cui ha dato il suo definitivo addio alle scene nel novembre 2005.

### La carriera amministrativa
Nel 1984, Dowell fu nominato assistente di Norman Morrice, direttore del Royal Ballet. L'anno successivo fu promosso a direttore associato e nel 1986 fu proclamato direttore artistico della compagnia. Durante il suo mandato, riuscì a fermare il declino degli standard tecnici tra i solisti e il corpo di ballo, e coltivò i talenti di una nuova generazione di ballerini acclamati a livello internazionale, tra cui Darcey Bussell, Jonathan Cope, Sylvie Guillem e Carlos Acosta.
Di minor successo fu, invece, il suo nuovo allestimento de Il lago dei cigni, presentato per la prima volta nel 1987. Il nuovo allestimento firmato da Dowell, infatti, eliminò note e apprezzate sequenze delle coreografie di Marius Petipa e Lev Ivanovič Ivanov, riscontrando così una forte ostilità da parte della critica e del pubblico. L'aggiunta di coreografie di Ashton e Nureev riuscirono ad arricchire la trama del balletto, ma non furono giudicate sufficienti per colmare il vuoto lasciato dalle coreografie consolidate e amate da decenni. Molto controversi furono anche i costumi, considerati troppo opulenti nel primo e nel terzo atto, nonché la decisione di vestire i cigni con delle tuniche al posto dei più tradizionali tutù. Pur essendo considerato un vero e proprio fallimento da parte della critica specializzata, il Lago dei cigni di Dowell rimase nel repertorio della compagnia fino al 2015.
Nel 1988 Dowell decise di riportare nel repertorio del Royal Ballet l'Ondine di Ashton, che non era stato riproposto al Covent Garden per più di vent'anni. Maria Almeida danzò nel ruolo dell'eponima protagonista e lo stesso Dowell tornò a calcare le scene nel ruolo di Palemon, una parte originariamente danzata da Michael Somes. Nel 1994 fu la volta di un altro insuccesso con un nuovo allestimento de La bella addormentata ideato e diretto da Dowell. Per quanto le interpretazioni di Viviana Durante nel ruolo di Aurora e dello stesso Dowell in quello di Carabosse riscontrarono il favore della critica, l'allestimento fu accolto freddamente e particolarmente dure furono le critiche contro i costumi e le scenografie di Maria Björnson. Nonostante gli insuccessi de Il lago dei cigni e La bella addormentata, il mandato di Dowell come direttore artistico viene ricordato positivamente dalla critica specializzata. Nel 2001 Dowell lasciò la compagnia dopo aver trascorso quarant'anni con il Royal Ballet, quindici dei quali come direttore artistico.
Dopo essersi dimesso dalla carica di direttore artistico, Dowell si è dedicato a ricreare le coreografie di Ashton per diverse compagnie di alto profilo, tra cui l'American Ballet Theatre, il Ballet West, il Joffrey Ballet, il Tokyo Ballet e l'Het Nationale Ballet. Inoltre è tornato a collaborate in diverse occasioni con il Royal Ballet come répétiteur con numerosi primi ballerini della compagnia.

## Repertorio
Tra i molti ruoli creati ci sono:
- 1964. The Dream, coreografia di Frederick Ashton, musica di Felix Mendelssohn, arrangiata da John Lanchbery. Ruolo: Oberon, con Antoinette Sibley nel ruolo di Titania.
- 1965. Monotones (in seguito noto come Monotones II), coreografia di Frederick Ashton, musica di Erik Satie, orchestrata da Claude Debussy e Roland-Manuel. Ruolo: un pas de trois con Vyvyan Lorrayne e Robert Mead.
- 1965. Romeo e Giulietta coreografia di Kenneth MacMillan, musica di Sergej Prokof'ev. Ruolo: Benvolio.
- 1967. Shadowplay, coreografia di Antony Tudor, musica di Charles Koechlin. Ruolo: Il ragazzo con i capelli arruffati.
- 1968. Jazz Calendar, coreografia di Frederick Ashton, musica di Richard Rodney Bennett. Ruolo: Tuesday, un pas de trois con Merle Park e Robert Mead.
- 1968. Enigma Variations (My Friends Pictured Within), coreografia di Frederick Ashton, musica di Edward Elgar. Ruolo: Arthur Troyte Griffith (Troyte), Malvern architect e amico intimo.
- 1971. Anastasia (versione in tre atti), coreografia di Kenneth MacMillan, musica di Pëtr Il'ič Čajkovskij e Bohuslav Martinů, con musica elettronica di Fritz Winckel e Rũdiger Rûfer. Ruolo: un pas de deux con Antoinette Sibley nel ruolo della ballerina Matil'da Kšesinskaja.
- 1972. Méditation, coreografia di Frederick Ashton, musica di Jules Massenet. Ruolo: un pas de deux con Antoinette Sibley.
- 1972. Triad, coreografia di Kenneth MacMillan, musica di Sergej Prokof'ev. Ruolo: Il fratello maggiore, con Wayne Eagling nel ruolo del fratello minore e Antoinette Sibley nel ruolo del loro interesse amoroso.
- 1974. Manon, coreografia di Kenneth MacMillan, musica di Jules Massenet, arrangiata da Leighton Lucas con Hilda Graunt. Ruolo: Des Grieux, uno studente, con Antoinette Sibley nel ruolo di Manon.
- 1975. Four Schumann Pieces, coreografia di Hans van Manen, musica di Robert Schumann. Ruolo: ballerino principale.
- 1975. Le quattro Stagioni, coreografia di Kenneth MacMillan, musica di Giuseppe Verdi. Ruolo: l'Autunno.
- 1976. A Month in the Country, coreografia di Frederick Ashton, musica di Fryderyk Chopin, arrangiata da John Lanchbery. Ruolo: Beliaev, l'insegnante di Kolias, con Lynn Seymour come Natal'ja Osipova.
- 1980. Soupirs, coreografia di Frederick Ashton, musica di Edward Elgar. Ruolo: un pas de deux con Antoinette Sibley.
- 1980. La Bayadère, coreografia di Natalija Makarova after Marius Petipa, musica di Ludwig Minkus. Ruolo: Solor.
- 1982. La tempesta, coreografia di Rudol'f Nureev, musica di Pëtr Il'ič Čajkovskij, arrangiata da John Lanchbery. Ruolo: Prospero.
- 1982. Le chant du rossignol, coreografia di Frederick Ashton, musica di Igor' Stravinskij. Ruolo: Il pescatore, con Natalija Makarova nel ruolo dell'usignolo.
- 1983. Varii Capricci, coreografia di Frederick Ashton, musica di William Walton. Ruolo: Lo Straniero, un gigolo, con Antoinette Sibley nel ruolo della sua cliente.
- 1989. The Prince of the Pagodas, coreografia di Kenneth MacMillan, musica di Benjamin Britten. Ruolo: The Emperor.
- 1991. Winter Dreams, coreografia di Kenneth MacMillan, musica di Pëtr Il'ič Čajkovskij, arrangiata da Philip Gammon, musica tradizionale russa arrangiata per un complesso musicale di chitarre da Thomas Hartman. Ruolo: Kulygin, il marito tradito, con Darcey Bussell nel ruolo di Masha.
- 1994. La ballata del vecchio marinaio, una produzione BBC Television per Dance for the Camera, coreografia di Will Tuckett. Ruolo: il vecchio marinaio.
- 1999. Lo schiaccianoci, produzione di Peter Wright, musica di Pëtr Il'ič Čajkovskij. Ruolo: Herr Drosselmeyer.

## Filmografia

### Cinema
- Valentino, regia di Ken Russell (1977)

### Videografia
- 1969. Cenerentola, coreografia di Frederick Ashton. The Royal Ballet, con Antoinette Sibley nel ruolo di Centerentola, Dowell nel ruolo del Principe, Ashton e Robert Helpmann nel ruolo delle sorellastre. Kultur DVD, D0093, distribuito nel 1976.
- 1980. Il lago dei cigni, coreografia originale di Marius Petipa e Lev Ivanov, coreografia aggiuntiva di Frederick Ashton e Rudolf Nureyev. The Royal Ballet, con Natalija Makarova nel ruolo di Odette/Odile e Dowell nel ruolo del Principe Siegfried. Kultur DVD, D1408, distribuito nel 2003.
- 1982. Manon, coreografia di Kenneth MacMillan. The Royal Ballet, con Jennifer Penney nel ruolo di Manon, Dowell nel ruolo del Chevalier des Grieux, e David Wall nel ruolo Lescaut, suo cugino. Kultur DVD, D2096, distribuito nel 1982.
- 1985. Lo Schiaccianoci, produzione di Peter Wright. The Royal Ballet, con Lesley Collier nel ruolo the Sugar Plum Fairy e Dowell il suo principe. Kultur DVD.
- 1974–1985. Great Pas de Deux, una raccolta. Anthony Dowell è presente in tre selezioni: (1) the grand pas de deux (act 2) dallo Schiaccianoci di Peter Wright, con Lesley Collier; (2) la camera da letto pas de deux (act 1, scene 2) dal Manon di Kenneth MacMillan, con Jennifer Penney; e (3) il pas de deux finale da A Month in the Country di Frederick Ashton, con Natalija Makarova. Kultur DVD, D2022, distribuito nel 1997.
- 1990. Il principe delle pagode, coreografia di Kenneth MacMillan. The Royal Ballet, con Darcey Bussell nel ruolo della Principessa Rose, Jonathan Cope nel ruolo del Principe, e Dowell nel ruolo dell'imperatore. Kultur DVD.
- 1991. Sogni d'inverno, coreografia di Kenneth MacMillan. The Royal Ballet, con Darcey Bussell nel ruolo di Masha, Dowell nel ruolo di Kulygin, suo marito, e Viviana Durante nel ruolo di Irina. Kultur DVD.
- 1994. La bella addormentata, coreografia originale di Marius Petipa, coreografia aggiuntiva di Frederick Ashton, Kenneth MacMillan, e Feodor Lopukov. The Royal Ballet, con Viviana Durante nel ruolo di Aurora, Zoltán Solymosi nel ruolo del Principe Désiré, Benazir Hussein nel ruolo della Fata dei Lillà, Dowell nel ruolo di Carabosse. Opus Arte DVD.
- 1999. Lo schiaccianoci, produzione di Peter Wright. The Royal Ballet, con Alina Cojocaru nel ruolo di Clara, Ivan Putrov nel ruolo de Lo schiaccianoci/Hans-Peter, e Dowell nel ruolo del Drosselmeyer. Opus Arte DVD.